# Öölaps!
Öölaps! è un singolo del rapper estone Nublu, pubblicato il 10 agosto 2018.
È stato candidato per l'Eesti Muusikaauhinnad alla miglior canzone dell'anno, riconoscimento poi vinto dalla sua stessa Mina ka.

## Tracce
Testi e musiche di Markkus Pulk, eccetto dove indicato.
1. Öölaps! – 3:12
2. 2 Quick to Start – 2:44 (Markkus Pulk, Pearu Paulus)

## Classifiche

### Classifiche settimanali
| Classifica (2018) | Posizione massima |
| ----------------- | ----------------- |
| Estonia           | 1                 |

### Classifiche di fine anno
| Classifica (2018) | Posizione |
| ----------------- | --------- |
| Estonia           | 2         |
| Classifica (2019) | Posizione |
| Estonia           | 8         |